# تپه باروج (قلعه باروج)
تپه باروج (قلعه باروج) مربوط به دوران پیش از تاریخ ایران باستان تا دوران‌های تاریخی پس از اسلام است و در داخل مرند واقع شده و این اثر در تاریخ ۱ فروردین ۱۳۴۷ با شمارهٔ ثبت ۷۸۵ به‌عنوان یکی از آثار ملی ایران به ثبت رسیده است.